# Coaster (album)
Pour les articles homonymes, voir Coaster.
Albums de NOFX
Wolves in Wolves' Clothing
(2006) Self Entitled
(2012)
Coaster est le onzième album studio de NOFX.

## Liste des chansons
1. We Called it America 2:07
2. The Quitter 1:52
3. First Call 2:33
4. My Orphan Year 2:59
5. Blasphemy (The Victimless Crime) 2:54
6. Creeping Out Sara 2:45
7. Eddie, Bruce and Paul 3:53
8. Best God in Show 3:29
9. Suits and Ladders 2:25
10. The Agony of Victory 2:07
11. I Am an Alcoholic 2:36
12. One Million Coasters 3:08